# Wagon spalinowy

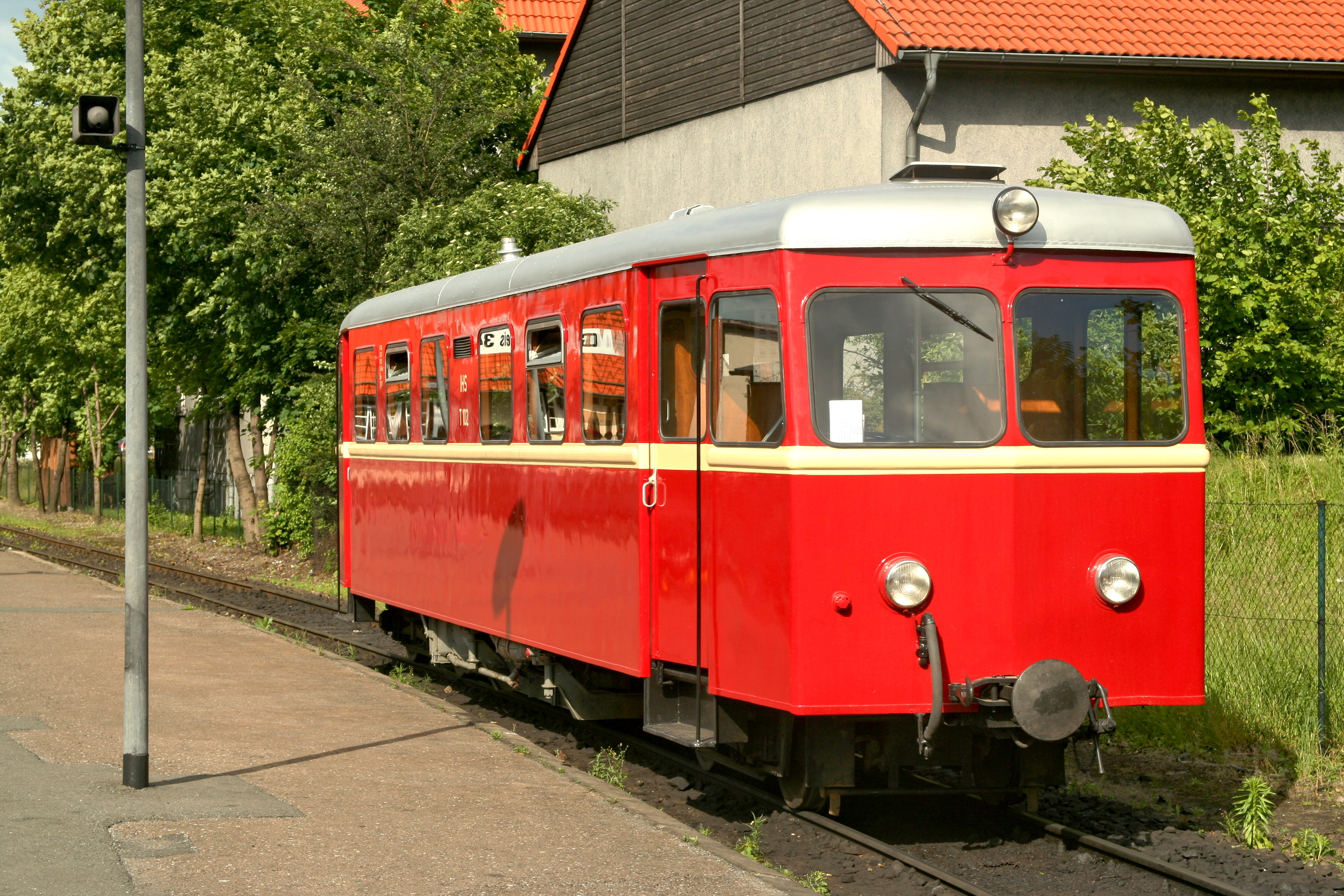
Wąskotorowy wagon spalinowy

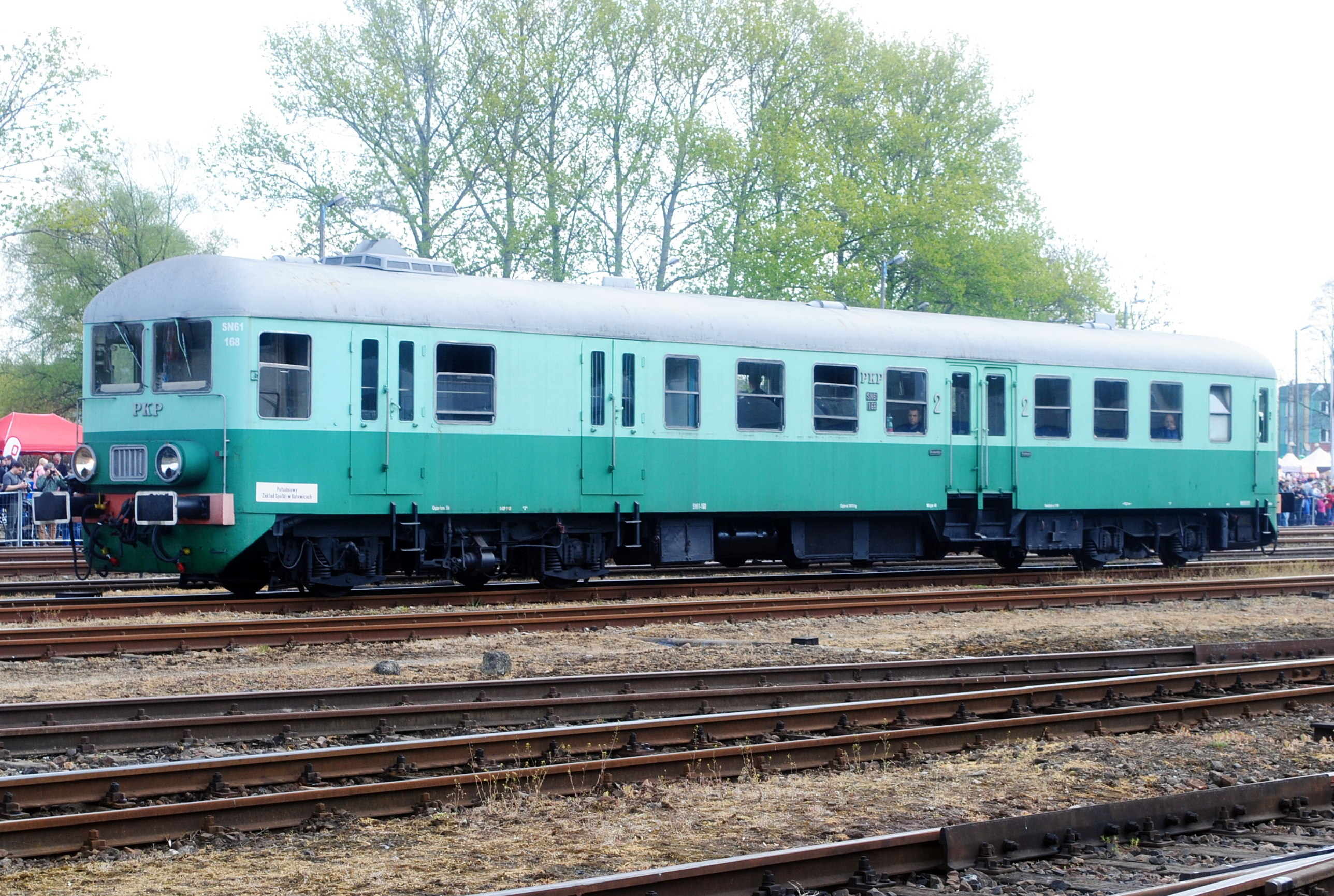
Wagon spalinowy serii SN61

Wagon spalinowy – wagon silnikowy z własnym źródłem napędu w postaci silnika spalinowego.
Od początku historii kolejnictwa właściciele przedsiębiorstw kolejowych zmagali się z problemem niskiej ilości pasażerów lub nadawanych towarów w niektórych pociągach lub na niektórych liniach kolejowych, niedostatecznej do pokrycia kosztu uruchomienia pociągu złożonego z wagonów prowadzonych lokomotywą. Aby ograniczać koszty, włączano często wagony pasażerskie w pociągi towarowe (lub odwrotnie), jednak "towosy" ze względu na długie postoje na stacjach związane z manewrami wagonów miały wydłużony czas jazdy i były nieatrakcyjne dla pasażerów.
Dobrym sposobem racjonalizacji obsługi okazało się wyposażenie wagonu osobowego w tani w eksploatacji, niewielki silnik z przekładnią napędową i kabinę lub dwie (wagon dwukierunkowy) kabiny sterownicze. Pierwsze konstrukcje korzystały z małych kotłów i silników parowych (wagony parowe), zaś rozwój konstrukcji silnika spalinowego w samochodach umożliwił szerokie zastosowanie go w pojazdach kolejowych.
Pierwsze udane konstrukcje wagonów spalinowych na świecie powstały w pierwszej dekadzie XX wieku, korzystały one jednak z silników benzynowych, benzolowych lub gazowych charakteryzujących się dużym zagrożeniem pożarowym. Rozwój konstrukcji silników o zapłonie samoczynnym (diesel) pozwolił na masową produkcję tych pojazdów o coraz lepszych parametrach. Od lat 30. XX wieku wszystkie praktycznie zarządy kolejowe kupowały tego typu pojazdy, począwszy od małych szynobusów o konstrukcji zbliżonej do drogowych autobusów dla linii lokalnych, poprzez średniej wielkości do ruchu osobowego i przyspieszonego, często zdolne do prowadzenia zwykle 1-2 wagonów doczepnych, aż po szybkie (ponad 120 km/h) pojazdy przeznaczone do ruchu pospiesznego, często w postaci wieloczłonowych spalinowych zespołów trakcyjnych. W Polsce do 1939 roku wprowadzono kilkadziesiąt pojazdów tego typu, w Niemczech istniała w tym czasie już ogólnokrajowa sieć szybkich pociągów spalinowych o prędkości 160 km/h pomiędzy wszystkimi dużymi miastami.
Po wojnie Polska dysponująca sporymi zasobami węgla kamiennego pozostała na długie lata swoistym skansenem trakcji parowej, a kierownictwo PKP przez długi czas nie przywiązywało wagi do racjonalnej obsługi linii lokalnych, na których do lat 80. XX wieku powszechnym widokiem był potężny parowóz o mocy 1000 KM ciągnący jeden czy dwa wagony. Próba wprowadzenia na szerszą skalę wagonów spalinowych produkcji węgierskiej (SN61) na początku lat 70. XX wieku nie powiodła się ze względu na nietrwałą konstrukcję, ustępującą parametrami polskim konstrukcjom przedwojennym. Urynkowienie gospodarki w Polsce spowodowało więc nieporównywalną z innymi krajami plagę zamykania linii kolejowych po 1989. Dopiero od ok. 2000 roku współczesne wagony spalinowe pozwalające na prowadzenie racjonalnego ruchu są kupowane ze środków wojewódzkich.
Najpowszechniej spotykane są wagony spalinowe pasażerskie, istnieją również wagony spalinowe do przewozu towarów. Dla zwiększenia pojemności wykonywane są często jako pojazdy przegubowe lub jako zespoły złożone z kilku wagonów (patrz: spalinowy zespół trakcyjny). Małe wagony spalinowe o lekkiej konstrukcji nazywane są potocznie autobusami szynowymi (patrz: autobus szynowy). Pojęcie autobus szynowy jest obecnie w Polsce nadużywane i powszechnie niepoprawnie stosowane do określania wszelkich wagonów silnikowych.